# Západ Českolipska
Západ Českolipska je dobrovolný svazek obcí v okresu Česká Lípa, jeho sídlem je Žandov a jeho cílem je vzájemná spolupráce a koordinace činností v oblasti rozvoje regionu. Sdružuje celkem 5 obcí a byl založen v roce 2000.

## Obce sdružené v mikroregionu
- Horní Libchava
- Horní Police
- Stružnice
- Volfartice
- Žandov